# 小行星2028
小行星2028（2028 Janequeo）是一颗围绕太阳公转的小行星。1968年7月18日，卡洛斯·托雷斯、S·科夫雷（S. Cofré）在Cerro El Roble发现了此天体。
該小行星以馬普切酋長蓋波坦（Guepotan）的妻子命名。
这颗小行星的绝对星等为27.56222等。